# ۱۲ (قمری)
۱۲ هجری قمری، سال دوازدهم در گاهشماری هجری قمری است.

## رویدادها
- صفر – نبرد رودخانه میان اعراب مسلمان و ارتش ساسانیان که به پیروزی اعراب انجامید.

## زادگان
- کمیل بن زیاد نخعی، از یاران و تابعین علی بن ابیطالب و حسن بن علی

## درگذشتگان
- بشیر بن سعد، صحابه رسول خدا و از انصار
- ابوالعاص بن ربیع، همسر زینب دختر محمد
- کناز بن حصین از صحابه رسول خدا
- ابوحذیفه و ابوذجانه انصاری  در جنگ یمامه
- مسیلمه مدعی پیامبری